# ルイス構造式
ルイス構造（ルイスこうぞう、英: Lewis structure）は、元素記号の周りに内殻電子を無視して最外殻電子のみを点（・）で表した化学構造式の一種で、分子中に存在する原子間の結合と孤立電子対を示す図である。ルイス構造は、どの原子同士が互いに結合を形成しているか、どの原子が孤立電子対を持っているか、どの原子が形式電荷を持っているかが分かるため有用である。
ルイス構造では、単結合は一対の点（：）で表記し、二重結合、三重結合はそれぞれ電子対の数を増やして表記する。ルイス構造式は任意の共有結合分子や配位化合物を描くことができる。ルイス構造式の着想は1916年にアメリカの化学者ギルバート・N・ルイスがThe Atom and the Moleculeと題した論文で提唱した。その他にも電子式 (electronic formula)、点電子構造式、点電子表記法といった呼称がある。

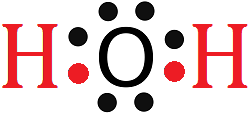
H-O-H（水）のルイス構造
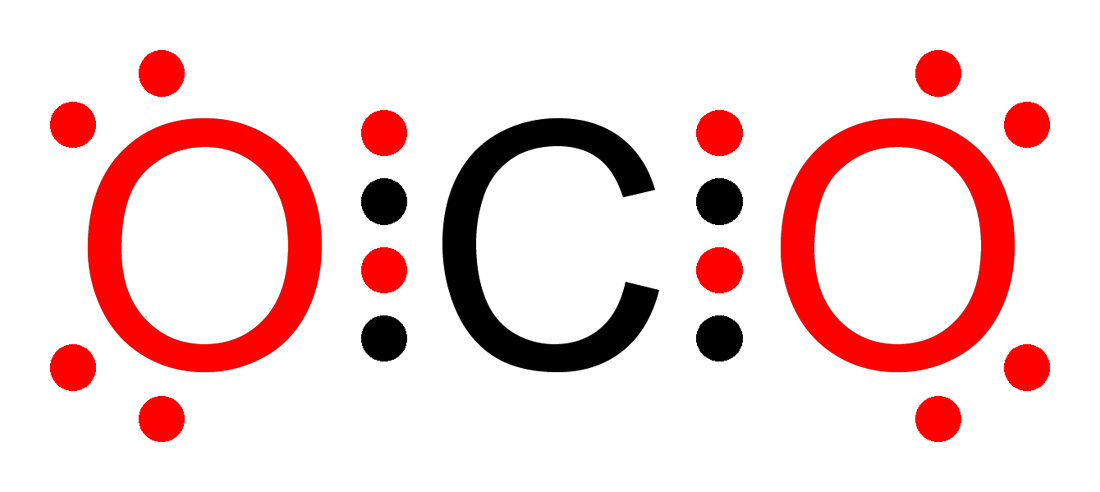
O=C=O（二酸化炭素）のルイス構造。二重結合は4つの電子を表す点で表現される。
- N≡N（窒素）のルイス構造。三重結合は6つの電子を表す点で表現される。

## 表記規則
次のような流れで描く。
1. 価電子の総数を求める。
2. 原子を配置する。
3. 原子間に電子対を配置する。
4. 周辺原子のオクテットを完成させる。

以下に詳細を述べる。
価電子の総数
構成原子各々が持つ価電子をすべて足し合わせる。価電子数は族番号の1の位の数に等しく、たいていの場合最外殻電子に等しい。分子が電荷をもった構造(アニオンやカチオン)をとる場合には、電荷に対応した電子の数を加えたり、引いたりという特別の注意が必要である。
オクテット則（八隅説）
原子のまわりに8つの電子を配置しつつ、できるだけ多くの共有電子を描く（例外あり、後述）。このようにして描いた構造式の電子の総数が上記で数えた価電子数に一致することを確認する（周期表の右側に位置する元素には、孤立電子対と呼ばれる結合に関与しない価電子対をもつものもある）。単結合だけでオクテット則を満たすのは難しいことがよくある。このような場合には、オクテット則を満足させるために二重結合（二組の共有電子対）や三重結合（三組の共有電子対）が必要となる。窒素分子で、両方の窒素原子がオクテット則を満たすには、2つの窒素原子間に三重結合を形成することが必要である。
各原子の電荷の決定
孤立電子対は2電子、結合形成のために共有されている電子対は1電子として数える。このようにして数えた原子の価電子総数が、結合を作る前の遊離の電子の外殻電子数と異なっている場合には、その電子は分子生成によって電荷を得たことになり、+もしくは−の記号を付け電荷を表す。

### 規則の例外事項

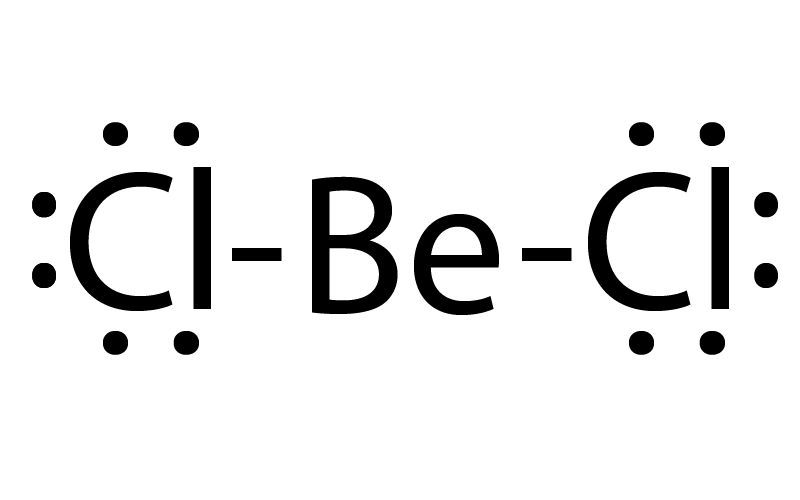
塩化ベリリウム：ベリリウム原子が4電子となっている例。

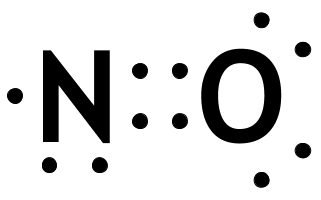
一酸化窒素(・N=O)の窒素原子は不対電子を持つ。

原子番号の小さい元素
K殻しか持たないため、2電子一対で安定化する水素(H)、ベリリウム (Be)、ホウ素 (B)、アルミニウム (Al) といった第2周期前半の元素はオクテット則に従わない。Beは4電子、BとAlは6電子で安定化する(例:三フッ化ホウ素、塩化ベリリウム）。

ラジカル

総電子数が奇数個であるとき、構成原子のうち電気陰性度の小さい原子が奇数電子状態となる、すなわち不対電子を持つラジカルとなる。

超原子価

第3周期元素以降の元素（原子番号11より大きい元素）は、オクテット以外の電子配置をとる可能性がある。リンや硫黄は、それぞれ3価あるいは2価をとり、リン酸や硫酸といったありふれた化合物にもオクテット則に従わないものが見られる。六フッ化硫黄のような物質は超配位という。

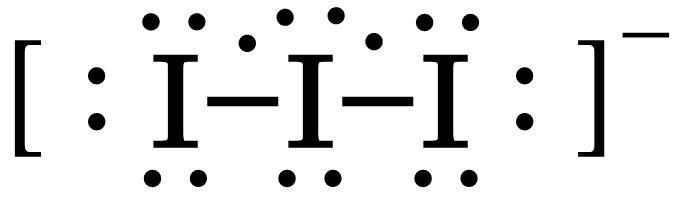
三ヨウ化物イオンの中心にあるヨウ素原子は、共有電子対2つと非共有電子対3つを持ち、合計10電子持っている。
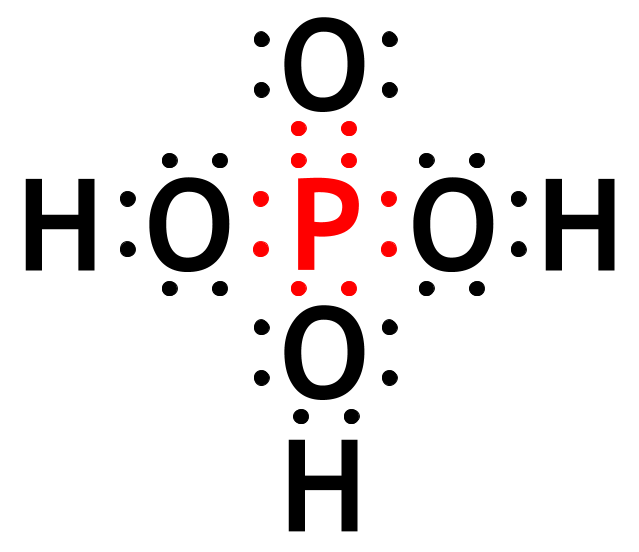
リン酸のリン原子は10電子持っている。
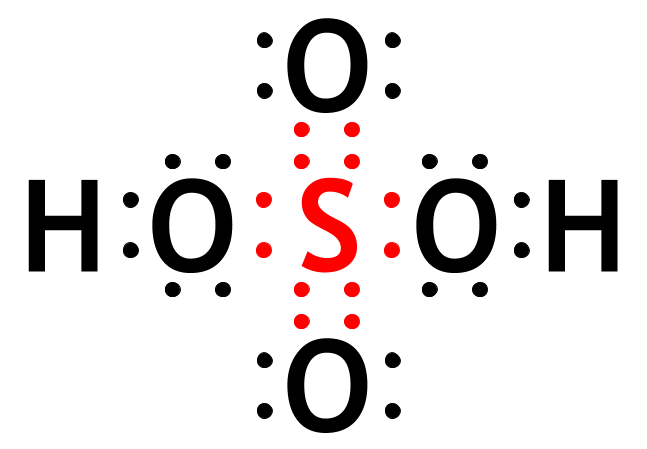
硫酸の硫黄原子は12電子持っている。

## 形式電荷

オゾンと硝酸アニオンの形式電荷

いずれの化学結合も理想的な共有結合（非極性結合）を仮定することで、個々の原子の見かけの電荷を決定することができる。この見かけの電荷のことを形式電荷と呼ぶ。形式電荷と実際の原子の部分電荷を結びつけるには各原子の電気陰性度を考慮しなければならないが、しばしば実際の電荷を考える上でも参考になる。実際、位相構造と共鳴構造の記述、比較、検証に用いられる。
一般に、原子の形式電荷は以下の式を用いて計算することができる。
{\displaystyle C_{f}=N_{v}-U_{e}-{\frac {B_{n}}{2}}}
- {\displaystyle C_{f}}：形式電荷
- {\displaystyle N_{v}}：結合していない中性原子の価電子数
- {\displaystyle U_{e}}：非共有電子数
- {\displaystyle B_{n}}：結合電子数

化合物中のある原子の形式電荷は、中性原子が持っている価電子の数とルイス構造式中においてその原子がもっている電子数との差として計算される。共有結合中の電子は結合に関与する原子間で等しく分割される。イオンの総形式電荷はイオンの実際の電荷と等しくなければならず、中性分子の総形式電荷はゼロでなければならない。

## ルイス構造の適用の限界
ルイス構造は基本的に共有結合性をもつ化合物に対して適用できるので、分子性の化合物に対してのみならず共有結合結晶や高分子のように半無限に共有結合が続いている状態にも適用できる。
ただしイオン結合性が強い化合物について適用することはしばしば難しい。
たとえば塩化ナトリウムNaClではNa+とCl-はそれぞれ8つの価電子を有しているので、4つの単結合を作れると考えられる。しかしNaClの実際の構造は二原子分子ではなく、面心立方格子構造を見れば分かるように各原子は6つの原子とイオン結合によって結ばれており、これはルイス構造では説明および表記することができない。
また結合にd電子またはd軌道が強く関与するケースではルイス構造を適用および表記するのは難しい。